# Yūma Hattori
Yūma Hattori (japanisch 服部 勇馬 Hattori Yūma; * 13. November 1993 in Niigata) ist ein japanischer Leichtathlet, der sich auf den Langstreckenlauf spezialisiert hat.

## Leben
Yūma Hattori stammt aus der Präfektur Niigata. Er hat eine jüngere Schwester und einen jüngeren Bruder. Während seiner Schulzeit entdeckten ihn Talentscouts, weshalb er im Alter von 15 Jahren, zur Verbesserung seiner Trainingsmöglichkeiten, in die knapp 300 km entfernte Präfektur Miyagi zog. Er studierte an der Universität Toyo und geht für das Team der Toyota Motor Corporation an den Start. Nebenbei arbeitet er in einem Toyota-Werk in Tahara.

## Sportliche Laufbahn
Yūma Hattori bestritt im Jahr 2010 seine ersten Laufwettkämpfe gegen die nationale Konkurrenz im Juniorenbereich. Im März 2011 trat er bei den Crosslauf-Weltmeisterschaften in Spanien an und belegte im U20-Wettkampf über 8 km den 42. Platz. 2012 belegte er den fünften Platz über 5000 Meter bei den Japanischen U20-Meisterschaften. Bis zum Ende der Saison verbesserte er seine 5000-Meter-Bestzeit auf 13:58,92 min. 2014 trat Hattori zum ersten Mal bei den Japanischen Meisterschaften an, konnte über 10.000 Meter allerdings keine vordere Platzierung erreichen. Ende November gewann er in einer Zeit von 1:03:37 h in Saitama seinen ersten Wettkampf über die Halbmarathondistanz. 2015 stellte er im Sommer mit 13:36,76 min seine Bestzeit im 5000-Meter-Lauf auf. 2016 feierte Hattori beim Tokio-Marathon sein Debüt über diese Renndistanz und erreichte nach 2:11:46 h als Zwölfter das Ziel. Ein Jahr darauf steigerte er sich an selber Stelle auf 2:09:46 h. Im Sommer wurde er Zehnter im 10.000-Meter-Lauf bei den Japanischen Meisterschaften. 2018 bestritt Hattori seinen ersten Wettkampf überhaupt außerhalb Japans, als er im Mai beim Prag-Marathon an den Start ging. Den Wettkampf beendete er auf dem fünften Platz. Zum Ende des Jahres gewann er, wieder in der Heimat, den Marathon von Fukuoka mit persönlicher Bestzeit in 2:07:27 h. Er war der erste japanische Sieger in Fukuoka sein dem Jahr 2004. 2019 nahm Hattori an der Marathon Grand Championship teil, mittels derer die Athleten bestimmt werden sollten, die für Japan im Marathon bei den heimischen Olympischen Sommerspielen an den Start gehen sollten. Hattori erreichte nach 2:11:36 h als Zweiter das Ziel und qualifizierte sich damit nationsintern für die Spiele. Nachdem die Spiele aufgrund der COVID-19-Pandemie um ein Jahr verschoben worden waren, fand der Marathonwettkampf im August 2021 statt. Der Wettkampf lief schlecht für ihn. Nach 2:30:08 h erreichte er nur als 73. das Ziel.

## Wichtige Wettbewerbe
| Jahr              | Veranstaltung                 | Ort               | Platz             | Disziplin         | Zeit              |
| Startet für Japan | Startet für Japan             | Startet für Japan | Startet für Japan | Startet für Japan | Startet für Japan |
| ----------------- | ----------------------------- | ----------------- | ----------------- | ----------------- | ----------------- |
| 2011              | Crosslauf-Weltmeisterschaften | Punta Umbria      | 42.               | U20-Rennen (8 km) | 24:38 min         |
| 2021              | Olympische Sommerspiele       | Tokio             | 73.               | Marathon          | 2:30:08 h         |

## Persönliche Bestleistungen
Freiluft
- 5000 m: 13:36,76 min, 12. Juli 2015, Kitami
- 10.000 m: 27:47,55 min, 19. September 2020, Kumagaya
- Halbmarathon: 1:01:24 h, 13. Februar 2022, Yamaguchi
- Marathon: 2:07:27 h, 2. Dezember 2018, Fukuoka